# Biesenrodt (Adelsgeschlecht)

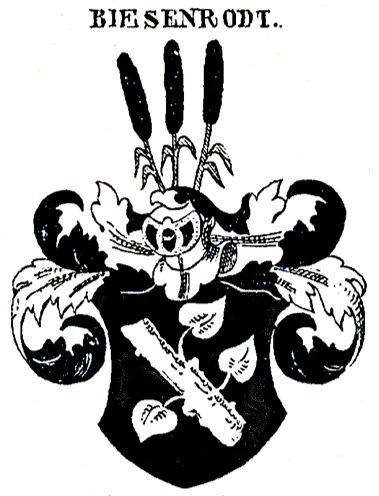
Wappen derer von Biesenrodt bei Johann Siebmacher

Biesenrodt ist der Name eines 1850 erloschenen sächsischen Adelsgeschlechts.
Es besteht keine Stammverwandtschaft zu den im 12. Jahrhundert zu Schloss Rammelburg besitzlichen Freiherren von Biesenrode, einer Nebenlinie der edelfreien Herren von Arnstein.

## Geschichte
Zur Herkunft des Geschlechts gibt es widerstreitende Erklärungsversuche. Mit Albrecht von Biesenrodt, Zeuge bei einem Vergleich zwischen Abt Siegfried von Nienburg und Herzogt Bernhard von Sachsen, wurde die Familie 1194 zuerst urkundlich genannt. Johann von Biesenrodt, Untervogt zu Weißenfels, besaß bis 1486 Güter in Wiehe Mit Hans von Biesenrodt, 1527 Oberburggraf in Preußen konnte sich die Familie nach Preußen ausbreiten, auch einige Güter an sich bringen, fand jedoch bereits mit des vorgenannten Sohn ebd. ihren Ausgang. Langjähriges Stammgut der Familie war Schkortleben. Weiterer Gutsbesitz bestand im Stift Merseburg zeitweise zu Dölzig, Groß Liebenau, Klein Corbetha, Oeglitz, Pretsch, Teuditz, Wehlitz und Wengelsdorf. Mit dem hessen-kasselschen Kammerherrn und Oberschenken sowie württembergischen Oberhofmarschall Ernst Heinrich Moritz von Biesenrodt († 14. Januar 1850) ist die Familie erloschen.

## Angehörige
- Hermann von Biesenrod (1545–1597), Marschall und Hauptmann[4]
- Hans Hermann von Biesenrodt (1622–1665), sachsen-weißenfelsscher Oberschenk, Hofmeister, Hauptmann und Direktor im Amt Jüterbog, schwarzburgischer Rat und Hofmeister in Rudolstadt[5]
- Hans Julius von Biesenrod (1630–1697), Regierungsbeamter[6]
- Hans Hermann von Biesenroth (1656–1698), Amtshauptmann und Kreishauptmann[7]
- Hans Bernhard von Biesenrodt (1728–1796), hessen-kasselscher Generalleutnant und Gouverneur zu Kassel
- Hans Moritz von Biesenrodt († nach 1793), Oberst und Kommandeur beider Bataillone im 2. Infanterie-Regiment „Landgraf Wilhelm von Hessen“
- Ernst Heinrich Moritz von Biesenrodt († 1850), hessen-kasselscher Kammerherrn und Oberschenk, württembergischer Oberhofmarschall

## Wappen
Das Wappen zeigt im schwarzen Schild einen schrägrechten natürlichen Ast (oder stumpfgeasteten Baumstamm) mit oben zwei, unten einem Blatt, auf dem Helm mit schwarz-silbernen Decken drei beblätterte Binsen.